# Concentrazione mentale

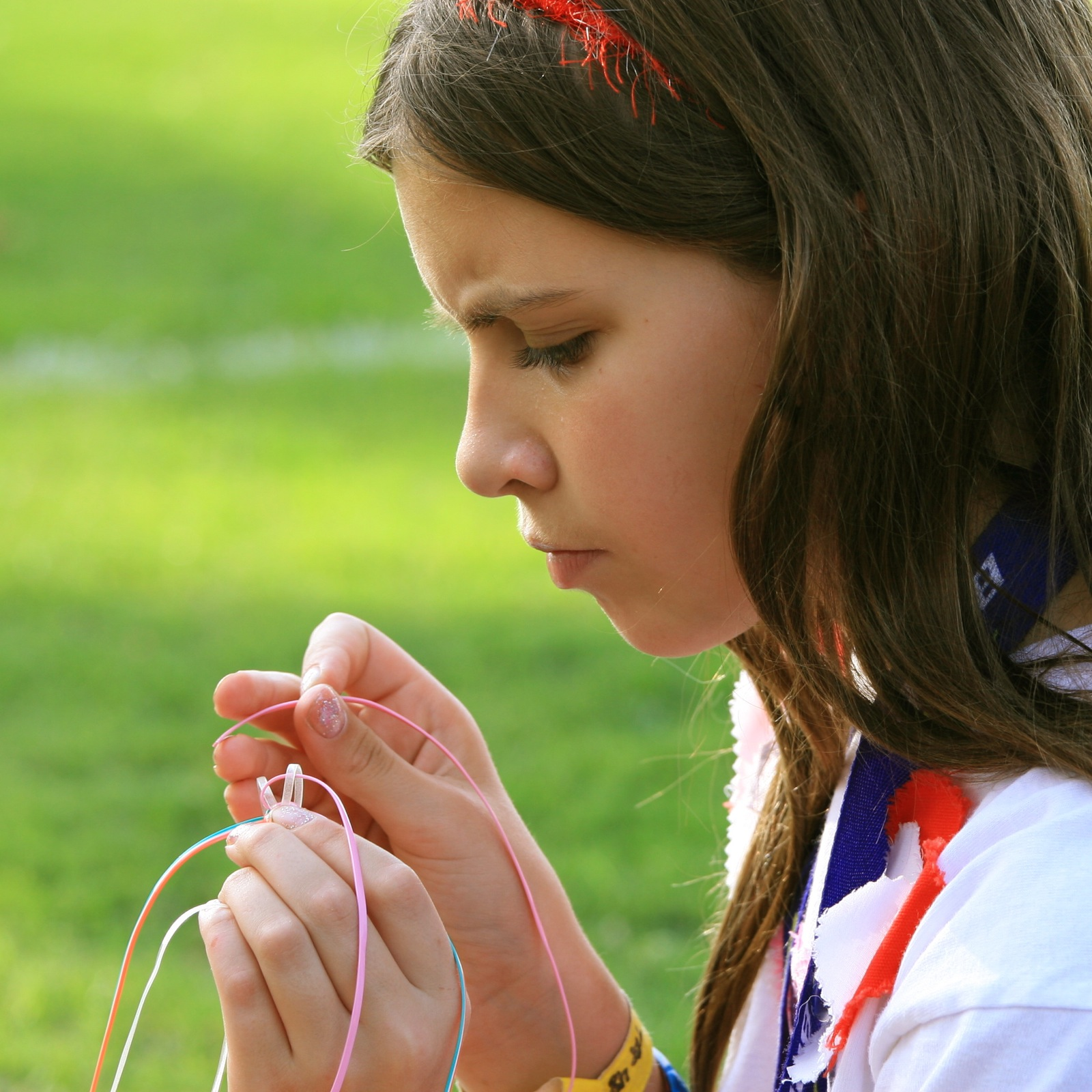
Bambina scout concentrata in un compito di precisione: l'intreccio di uno scoubidou

In psicologia, la concentrazione mentale è la capacità cognitiva di fissare volontariamente il pensiero su un oggetto o sul compimento di un gesto o di un'azione predeterminata ed elaborata dalla propria mente. Può anche definirsi attenzione volontaria.

## Caratteristiche
La concentrazione è un atto della mente che viene attuato secondo le direttive del soggetto e implica necessariamente la volontà. Non va confusa, quindi, con l'attenzione, che, invece, è un tipico processo passivo e istintivo della neurofisiologica del cervello.
Principalmente mediata dalle aree frontali del cervello, compresa la corteccia cingolata anteriore, la concentrazione è strettamente correlata ad altre funzioni esecutive come la memoria di lavoro.

## Sviluppo

### Neonati
I primi ricercatori che studiarono lo sviluppo della corteccia frontale pensavano che essa fosse funzionalmente silente durante il primo anno di vita. Allo stesso modo, le prime ricerche hanno suggerito che i bambini di età pari o inferiore a un anno sono completamente passivi nell'assegnazione della loro attenzione e non hanno la capacità di scegliere a cosa prestare attenzione e cosa ignorano. Ciò è dimostrato, ad esempio, nel fenomeno della "fissazione adesiva", per cui i bambini non sono in grado di distogliere la loro attenzione da un obiettivo particolarmente saliente. Altre ricerche hanno suggerito, tuttavia, che anche i bambini molto piccoli hanno una certa capacità di esercitare un controllo sulla loro assegnazione di attenzione, sebbene in un senso molto più limitato.

### Bambini
Man mano che i lobi frontali maturano, aumenta la capacità dei bambini di esercitare il controllo dell'attenzione, sebbene le capacità di concentrazione rimangano molto più povere nei bambini rispetto agli adulti. Alcuni bambini mostrano uno sviluppo alterato delle capacità di concentrazione, ritenuto derivante dallo sviluppo relativamente più lento delle aree frontali del cervello, che a volte porta a una diagnosi del disturbo da deficit di attenzione e iperattività (ADHD).

### Anziani
Alcuni studi sull'invecchiamento e sulla cognizione si sono occupati dei processi di memoria di lavoro e della diminuzione della capacità di concentrazione. Uno studio ha utilizzato misure di fMRI durante lo svolgimento del test di Stroop, confrontando l'attività neurale della concentrazione nei soggetti più giovani (21–27 anni) e più anziani (60–75 anni). I risultati hanno mostrato prove di riduzione della reattività nelle aree cerebrali associate alla concentrazione per il gruppo più anziano. Questo risultato suggerisce che le persone anziane potrebbero avere una riduzione della loro capacità di utilizzare la concentrazione nella loro vita quotidiana.

## Patologie
In condizioni normali, la capacità di concentrazione presenta variazioni fisiologiche che possono dipendere sia da fattori costituzionali individuali, sia dalla maggiore o minore intensità delle pulsioni subconsce che interferiscono sui processi cognitivi in atto. Accanto a questa variabilità fisiologica, esistono poi anomalie della concentrazione che possono essere associate a condizioni psicopatologiche: può parlarsi, in tal caso, di "disturbo della concentrazione" o di "debolezza della concentrazione".
Il primo caso appartiene alle psicosi o all’ipertensione emotiva, mentre il secondo è associato a ritardi mentali (oligofrenie) e alle instabilità caratteriali.
Difficoltà o impossibilità di mantenere la concentrazione sono state osservate nelle condizioni per le quali il deficit di base è correlato all'attenzione come l'ADHD, ma anche in condizioni come l'autismo e l'ansia. È stato riportato un deficit di concentrazione anche nei neonati nati pretermine, così come nei neonati con disturbi genetici come la sindrome di Down e la sindrome di Williams. Diversi studi hanno anche riportato una capacità di concentrazione compromessa nelle prime fasi dello sviluppo nei bambini appartenenti a famiglie con uno stato socioeconomico basso.
I modelli di concentrazione mentale compromessa riguardano i risultati di prestazioni compromesse in compiti di funzioni esecutive come la memoria di lavoro in un ampio numero di diversi gruppi di disordini. Il perché le funzioni esecutive sembrano essere compromesse in così tanti gruppi di disordini diversi rimane, tuttavia, poco compreso.
Gli studi hanno dimostrato inoltre che esiste un'alta probabilità che coloro che soffrono di una bassa capacità di concentrazione sperimentino anche altre condizioni mentali. Un basso controllo dell'attenzione è più comune tra coloro che soffrono di disturbo da deficit di attenzione e iperattività (ADHD), "un disturbo con sintomi persistenti di disattenzione, iperattività e impulsività persistenti e inadeguati per l'età che sono sufficienti a causare menomazione nelle principali attività della vita". Un basso controllo dell'attenzione e quindi una scarsa capacità di concentrazione è comune anche negli individui con schizofrenia e la malattia di Alzheimer, quelli con ansia sociale, ansia di tratto e depressione, o difficoltà di attenzione a seguito di un ictus. In generale gli individui rispondono più rapidamente e hanno un migliore controllo esecutivo globale quando hanno bassi livelli di ansia e depressione. Si ritiene inoltre che bassi livelli di capacità di concentrazione aumentino le possibilità di sviluppare una psicopatologia, perché la capacità di spostare la propria attenzione lontano dalle informazioni minacciose è importante per elaborare le emozioni.

## Concentrazione e mindfulness
È opinione diffusa che pratiche come la meditazione o la mindfulness migliorino le capacità di concentrazione. Tuttavia, la ricerca ha mostrato risultati contrastanti riguardo al fatto che la mindfulness influenzi direttamente la concentrazione. In uno studio, i partecipanti hanno svolto attività di attenzione prolungata, inibizione dell'attenzione, commutazione della stessa e rilevazione di oggetti. Questi compiti sono stati svolti prima e dopo un corso di riduzione dello stress basato sulla mindfulness di 8 settimane (MBSR) e sono stati confrontati con un gruppo di controllo. Non ci sono state differenze significative tra i gruppi, il che significa che il corso MBSR non ha influenzato la capacità di concentrazione. Tuttavia, uno studio controllato randomizzato ha dimostrato che un'app per la mindfulness basata su dispositivi mobili con ampie funzionalità di autovalutazione può avere benefici a lungo termine per la concentrazione di partecipanti sani.